# Endectyon fruticosum
Endectyon fruticosum är en svampdjursart som först beskrevs av Arthur Dendy 1887.  Endectyon fruticosum ingår i släktet Endectyon och familjen Raspailiidae.

## Underarter
Arten delas in i följande underarter:
- E. f. aruense
- E. f. tenuiramosum